# John Fretwell
Sir John Emsley Fretwell, GCMG (* 15. Juni 1930 in Chesterfield, Derbyshire, England; † 30. März 2017) war ein britischer Diplomat, der unter anderem zwischen 1982 und 1987 stellvertretender Unterstaatssekretär im Außenministerium sowie von 1982 bis 1987 Botschafter in Frankreich war.

## Leben
John Emsley Fretwell, Sohn von Francis Thomas und Dorothy Fretwell, begann nach dem Besuch der Chesterfield Grammar School ein Studium an der Universität Lausanne und leistete von 1948 bis 1950 Militärdienst im Regiment der Royal Artillery. Anschließend setzte er sein Studium am King’s College der University of Cambridge fort. Nach dessen Abschluss mit einem Master of Arts (M.A.) trat er 1953 in den diplomatischen Dienst (HM Diplomatic Service) des Außenministeriums (Foreign Office). Daneben war er Reserveoffizier und wurde zuletzt zum Major befördert. Er fand in der Folgezeit zahlreiche Verwendungen an Auslandsvertretungen sowie im Außenministerium. Er war unter anderem zwischen 1954 und 1955 Dritter Sekretär im Amt des Gouverneurs von Hongkong sowie von 1955 bis 1957 Zweiter Sekretär an der Botschaft in der Volksrepublik China. Nach einer Verwendung im Außenministerium zwischen 1957 und 1959 fungierte er von 1959 bis 1962 als Erster Sekretär an der Botschaft in der Sowjetunion.
Nach einer neuerlichen Verwendung zwischen 1962 und 1967 im Außenministerium war Fretwell von 1967 bis 1970 Erster Sekretär für Handelsangelegenheiten an der Botschaft in den USA. 1970 wurde er Handelsrat an der Vertretung in der Volksrepublik Polen und bekleidete diesen Posten bis 1973. Er kehrte danach ins Außenministerium (Foreign and Commonwealth Office) zurück, in dem er zunächst 1973 kurzzeitig Leiter des Referats für Handelsbeziehungen sowie nach dem Beitritt des Vereinigten Königreichs in die Europäischen Gemeinschaften (EG) zwischen 1973 und 1976 Leiter des Referats für Interne Europäische Integration. 1975 wurde er für seine Verdienste Companion des Order of St Michael and St George (CMG). 
Im Anschluss blieb Fretwell im Außenministerium und war dort von 1976 bis 1979 Leiter der Unterabteilung Europäische Integration (Assistant Under-Secretary for Foreign and Commonwealth Affairs, European Integration) sowie danach zwischen 1980 und 1981 Gesandter an der Botschaft in den USA. 1982 wurde er zum Knight Commander des Order of St Michael and St George (KCMG) geschlagen und führte seither den Namenszusatz Sir. Daraufhin löste er 1982 Sir Reginald Hibbert als Botschafter in Frankreich ab und bekleidete diesen Posten bis 1987, woraufhin Sir Ewen Fergusson seine dortige Nachfolge antrat. 1987 wurde er zum Knight Grand Cross des Order of St Michael and St George (GCMG) erhoben. Zuletzt übernahm er 1987 von Derek Thomas das Amt als leitender stellvertretender Unterstaatssekretär und Politischer Direktor im Außenministerium (Senior Deputy Under-Secretary for Foreign and Commonwealth Affairs, Political Director). Diesen Posten bekleidete er bis zu seinem Eintritt in den Ruhestand, woraufhin John Weston seine Nachfolge antrat.
Nach seinem Ausscheiden aus dem diplomatischen Dienst war Fretwell von 1991 bis 1992 Mitglied des Rates des Versicherers Lloyd’s of London sowie zwischen 1992 und 1993 Sonderberater des Oberhauses (House of Lords). Darüber hinaus fungierte er von 1995 und 1996 als Sonderberater des englischen Rates für Hochschulfinanzierung (Higher Education Funding Council for England) und war zudem als Nachfolger von Sir Reginald Hibbert zwischen 1995 und 2005 auch Vorsitzender der Französisch-Britischen Gesellschaft.
John Emsley Fretwell war seit 1959 mit der Tierschutzaktivistin Mary Ellen Eugenie Dubois verheiratet, die für ihre Verdienste 2001 mit dem Offizierskreuz des Order of the British Empire (OBE) ausgezeichnet wurde. Das Ehepaar adoptierte die Kinder Emma Jane und Charles Benjamin Fretwell.